# 평화나무
평화나무는 한국기독교장로회 벙커1교회 교우의 뜻을 모아 2019년 1월 29일 설립된 비영리단체이다. 개신교계 내 평화와 정의를 실현하기 위해 의제설정 및 언론 출판활동, 시민교육 등을 담당하고 있다. 인터넷신문 평화나무, 격주간 지면신문 쩌날리즘을 발행하고 있고, 유튜브 평화나무 채널을 운영하고 있다. 설립자는 김용민이다. 